# Jamoytius kerwoodi
Jamoytius kerwoodi là một loài cá không hàm nguyên thủy sống vào kỷ Silur.
J. kerwoodi có lẽ là loài cá không giáp (Anaspida) cổ nhất được biết đến. J. kerwoodi giống với cá mút đá, đặc biệt là phần miệng tròn và cơ thể thuôn đài. Tuy nhiên, nó không có răng hay cấu trúc giống như răng trong miệng, vì vậy nó không thể là động vật ăn thịt như cá mút đá. Nó có lẽ là loài ăn lọc, giống với ấu trùng cá mút đá.
Loài cá này có xương sụn, và giỏ mang (cấu trục sụn đỡ mang) giống Cyclostomata, gợi ý rằng nó gần với tổ tiên của nhánh đó. Nó cũng có các vảy bị khoáng hóa ít.